# 2006년 레이테 산사태

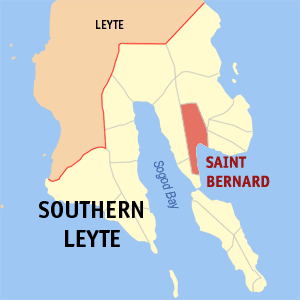
필리핀 레이테주 남부의 세인트 버나드 사고지역

2006년 2월 17일, 필리핀 레이테주에서 대규모의 산사태가 발생하여 막대한 인적, 물질적 피해가 발생하였다. 산사태는 열흘간의 호우와 리히터 규모 2.6의 약한 지진 직후에 발생하여 1126명이 사망했다.

## 사고 개요
남부 레이테의 세인트 버나드 지방은 가장 피해가 심각한 지역으로, 23명의 사망이 공식 확인되었으며, 200명은 사망한 것으로 추정되고, 1,500명은 실종된 것으로 생각된다. 실종자의 생존 가능성은 희박한 실정이었다. 산 아래의 2,500명이 거주하던 농촌 마을은 거의 완전히 파괴되었다.
산사태는 오전 9시에서 10시 사이에 산 아래의 초등학교를 덮친 것으로 생각되며, 당시 학교는 수업 중으로 학생들이 가득차 있었다. 로제테 레리아스(Rosette Lerias) 주지사는, 당시 학교에는 246명의 학생과 7명의 선생이 있었으며, 2월 17일 현재 학생과 선생 단 한명씩이 구조되었다고 밝혔다. 또한 마을에는 마을 사람 이외에도 여성회 건으로 말미암아 마을을 방문한 또 다른 100명이 있었다고도 전해진다.
레리아스 주지사는 지난 폭우 기간 동안 산사태의 위험에 많은 주민이 대피했었었지만, 그중 일부는 비가 잦아들자 다시 마을로 돌아온 것 같다고 언급하였다.
레이테주의 산사태가 있기 전 계속되었던 호우 및 다발성 산사태로 말미암아, 2006년 2월 14일 레리아스 주지사는 레이테 남부의 소고드(Sogod)를 재해 지역으로 선포하기도 하였다.

## 구조 작업
필리핀 군 당국을 포함하여 많은 구조대가 활동하고 있다. 하지만 계속되는 호우와, 가슴 깊이의 진흙, 사태로 인한 도로 마비, 교량 손실, 장비 부족으로 말미암아 구조는 난항을 겪고 있다. 2006년 2월 17일에 있었던 약한 지진은 토양 및 진흙을 불안정하게 했으며 구조 작업을 더디게 만들었다.
사고 당일, 글로리아 마카파갈-아로요 대통령은 텔레비전 연설을 통해 본격적인 구조가 곧 시작될 것이라는 약속을 하였다. 해군 및 해안 경비정이 사고 인근 해역에 배치되었다.
국제적십자연맹은 17일 희생자를 돕기 위해 150만 달러를 약속했으며, 이 지원금은 텐트, 담요, 조리 도구, 모기 망, 임시 보호품, 의료품 등을 마련하기 위해 사용될 예정이다. 이 중 152,000 달러가 이미 초기 지원을 위해 제공되었다. 응급 치료 도구, 장화, 옷, 전등, 의약품 등은 구조 비행기를 통해 이미 제공되고 있다. 수색견을 이용한 수색 역시 진행 중이며, 더 많은 수색견이 추가될 예정이다
.
미국은 2월 20일부터 필리핀과 군사 훈련 예정이던 USS 에섹스와 USS 하퍼스페리 두 척의 해군 함정을 사고 지역으로 파병하기로 하였다. 괌을 비롯한 인근 지역에 6천 명가량의 미군이 주둔하고 있으며 이 병력 역시도 지원될 수 있을 것이라고 밝혔다. 미국 정부는 또한 우선적으로 필리핀 10만 달러 정도의 구호품을 전달하였다.
다른 국가에서의 지원 역시 줄을 잇고 있다. 대한민국은 2월 20일 100만 달러의 지원을 약속하였다 . 중국은 100만 달러의 현금 및 물자를 약속했으며, 오스트레일리아와 타이 역시 각각 74만 달러와 10만 달러씩을 제공하기로 하였다. 타이완은 3천 명을 한달 반가량 치료할 정도의 의약품 및 10만 달러를 약속했다. 말레이시아는 60명 단위의 구조인력 및 의료인력을 지원하였다. 스페인은 비정부기구를 통해 6명의 수색대와 5마리의 수색견을 파견하였다.
필리핀 적십자연맹은 2월 17일, 53명이 구조되었지만, 이후는 안전을 이유로 구조가 연기되었다고 밝혔다. 현재, 해당 지역은 지난 기간의 호우로 말미암아 홍수 및 강 수위 상승으로 인한 위험에 노출되어 있다.
공식 통계에 따르면 1126명이 사망했다.
2월 20일에 미군이 50명을 추가로 구조했다는 것은 오보로 밝혀졌으며, 사고 발생 5일이 지난 2월 21일까지도 추가적인 구조는 이루어지지 않았다.

## 재해 추정 원인
레이테주 남부의 의원인 로저 메르카도는 로이터와의 인터뷰에서, 지난 30년간의 해당 지역에서의 무분별한 벌채 및 채굴이 이번 재해의 원인이라고 하였다 .
하지만 지방 정부 관계자 및 목격자는, 사고 지역에 삼림이 우거졌으며, 벌채로 인한 삼림 파괴가 주 원인이 아니라고 주장하였다 .
전문가들은 지난 2주간의 호우가 이번 재해의 주 원인이라고 지적한다. 열흘간 200 cm가 넘는 다량의 비는 토질을 느슨하게 하였으며, 이후의 진흙 및 돌이 산비탈을 미끄러져 내려오면서 결국은 비탈을 붕괴시켜버렸다는 것이다. 레이테주 남부에 비가 멈추지 않고 내리는 원인으로는 라니냐 현상이 꼽힌다. 이번의 폭우로 말미암아 2006년 2월 12일 필리핀 산프란시스코의 시장인 카리에 라데르노라는 도시를 재해 지역으로 선포하기도 하였다.
필리핀 화산 지진 연구소는 산사태 이전에 진도 2.6의 지진을 기록하였으나, 정확한 원인인지는 아직 밝혀지지 않았다.

## 레이테주의 사고 역사
필리핀에서는 유사한 사고가 빈번히 발생하였으며, 최근의 대형 산사태 기록은 레이테주 남부의 산프란시스코에서 발생한 것으로 200명 이상이 사망하였다.
1991년의 태풍 때에는 대형 홍수가 발생하여서 레이테섬에서 6천 명가량이 사망하기도 하였다.

## 재해 지방과 채굴과의 연관성
일부 종교 지도자 및 시민 단체는 이번 레이테주 남부의 재해는 채광과 관련이 있다고 주장한다.
2004년 12월 필리핀 상급 법원은 1995년의 채광법에 관한 이전 판결을 뒤집었으며, 이 결과로, 미국 및 기타 국가의 광산 회사에 대한 필리핀에서의 채광권이 허가되었다. 광산 회사들은 보크사이트, 니켈, 구리가 풍부하게 매장되어 있는 사마르주와 레이테주에 집중되었다.
특히 레이테주 남부에는 두 개의 회사가 현재 광맥을 찾는 중이다. 부에나 수에르테 채광 회사는 산프란시스코, 산 리카르도, 핀투얀, 릴로안 지방을 탐사 중이며, 오로필리핀 벤처는 소고드, 릴로안, 세인트 버나드, 리바곤주를 탐사하고 있다. 이들 지방은 금, 은, 기타 광물이 매장된 것으로 알려져 있다.